# Hans Jacob Henning Hesselberg
Hans Jacob Henning Hesselberg (født 13. december 1734 i Rendsborg, død 8. maj 1809) var en dansk-norsk officer.

## Uddannelse
Han fødtes 13. december 1734 i Rensborg, hvor faderen, major Frants Christian Hesselberg, lå i garnison; hans moder, Beate Hedevig f. Gude, var søster til generalløjtnant Henrik Gude. Hesselberg indtrådte 1754 i Hæren som fændrik i Kronprinsens Regiment til Fods og blev sekondløjtnant 1755. Han havde gode naturlige anlæg, som han udviklede ved flittigt studium, og han samlede krigserfaring i den franske hær, hvor han var ansat fra 1759-61. Han deltog i flere fægtninger, og i en af disse såredes han. Han blev premierløjtnant 1759, 1761 kaptajnløjtnant og senere på året kaptajn. Efter Hjemkomsten fra det ublodige felttog i Mecklenburg 1762 blev Hesselberg som 2. officer ansat ved det af hans morbroder Henrik Gude kommanderede Landkadetkompagni, og her virkede han i 8 år. Da chefen var bebyrdet med mange andre hverv og ofte opholdt sig fjernt fra byen, var Hesselberg den, der ledede kadetternes undervisning, og han fik rig anvendelse for sine pædagogiske anlæg. Hans virksomhed blev påskønnet; 1766 udnævntes han til major, og 1771 ansattes han som oberstløjtnant ved Danske Livregiment, hvis chef, oberst Seneca Otto von Falkenskiold, i reglen var fraværende, så at Hesselberg også her kom til at føre kommandoen.

## Struenseetiden
Han var en slags mentor for Johann Friedrich Struensees yngre broder, der stod som løjtnant i regimentet, men trådte ikke i noget nærmere forhold til den mægtige minister. I slutningen af året blev general Gude kommandant i København, og da han var gammel og affældig, fik Hesselberg en del indflydelse på ledelsen af kommandantskabets forretninger. Da den af Struensee opløste Garde i slutningen af året 1771 gjorde mytteri, skal Hesselberg have vist megen energi; men under denne såkaldte Juleaftensfejde skal han have erhvervet sig en mægtig fjende, idet han lagde sig ud med chefen for Falsterske Regiment, oberst Köller. Dette var rimeligvis årsagen til, at Hesselberg arresteredes natten til 17. januar 1772, efter det famøse maskebal på Christiansborg. Han sad flere måneder i streng arrest på Nyholm; men da det af forhørene fremgik, at han ikke havde været Struensees medskyldige, løslodes han 18. maj. Han blev nu ansat ved 2. slesvig-holstenske bataljon, men snart efter forsat til Møenske Regiment, hvor han stod som ekstraordinær stabsofficer indtil 1774, da han forflyttedes til Nordenfjeldske Infanteriregiment i Norge, hvis kommandør han blev 1777; samme år udnævntes han til oberst, og 1781 blev han regimentets chef.

## Avancement
Hesselberg var en ivrig soldat og en ypperlig taktiker, og hans afdeling blev snart en af de bedste i den dansk-norske hær. Kundskabsrig og human, som han var, tog han sig meget af sine undergivne, og hans underofficerer fik en fortrinlig undervisning. Såvel Carl af Hessen som kronprinsen påskønnede hans arbejde og lod det ikke mangle på ros. 1783 blev Hesselberg fungerende kommandant på Akershus og 1788 generalmajor. I felttoget i Båhus Len 1788 førte han 3. feltbrigade, og nogle af hans tropper var 28. september med til at omgå de svenskes stilling ved Kvistrum Bro; han førte brigaden over Gøtaelv, men felttoget endtes snart uden yderligere sammenstød med fjenden. 1790 dæmpede Hesselberg nogle uroligheder på Kongsberg, og samme år udnævntes han til direktør for Den militære matematiske Skole i Christiania samt til inspektør for infanteriet søndenfjelds. 1793 fratrådte han kommandoen over regimentet, men hans øvrige stillinger gav ham rigelig beskæftigelse. Han arbejdede med kraft på de unge officerers uddannelse, skolen fik 1798 en ny organisation, og han stræbte med held at hæve militærstandens sociale anseelse. Ogsaa som inspektør udfoldede han megen virksomhed.

## Modgang
Til trods for sin anerkendte dygtighed måtte Hesselberg dog døje adskillig modgang. I 1790'erne havde han således en langvarig retssag med en tidligere undergiven, en kaptajn Løventhal, der havde skrevet en ærekrænkende brochure mod ham. Hesselberg tilbageviste angrebene i en lille pjece, og kaptajnen dømtes 1799 til at være tremarksmand, men sagen krænkede dog i høj grad Hesselberg. Et par år senere tilføjedes der ham ovenfra en krænkelse, som han tog sig meget nær. Da Norge 1801 inddeltes i generalkommandoer, blev ikke han, men den lidt yngre generalmajor Johann Friedrich von und zu Mansbach kommanderende general søndenfjelds. Han fik dog sat igennem, at han som kommandant og inspektør vedblev at stå direkte under prins Carl af Hessen og Generalitets- og Kommissariatskollegiet, og året efter blev han kommanderende general i Bergens Stift, chef for Bergenhusiske Regiment og kommandant på Bergenhus fæstning, hvorhos han udnævntes til generalløjtnant med aldersorden fra 1789. Dannebrogskorset fik han 1803.

## Under Englandskrigene
Hesselberg var allerede i en fremrykket alder, da han overtog sin nye stilling, som i de bevægede tider, der nu forestod, blev meget besværlig. Bergens beliggenhed var udsat, og kommandanten måtte være på sin post for at hævde neutraliteten. I 1804 indesluttede englænderne nogle armerede bataviske skibe i Bergen, og de fjendtlige eskadrer leverede hinanden flere træfninger på norsk søterritorium. Hesselbergs personlige sympatier har vel nærmest været på hollændernes side, hvis kække fører, St. Faust, blev forlovet med hans næstældste datter, men han optrådte så upartisk som muligt, og hans forholdsregler blev fuldt ud billigede af kronprinsen.
Endnu vanskeligere blev forholdene 1807, thi fæstningen var forfalden, bestykningen mangelfuld og betjeningsmandskabet for fåtalligt. Ganske vist var Regimentet, hvorover oberst Jacob Ulrik Hoelfeldt siden 1806 førte kommandoen, i ret god stand, men den bedste del af det måtte i 1808 afgives til den aktive hved østgrænsen. Hesselberg arbejdede imidlertid ihærdigt på at bringe forsvaret på fode. Fæstningen udbedredes, nye værker anlagdes, kanoner og ammunition anskaffedes, det borgerlige militær indøvedes, en kystmilits organiseredes, og et større antal kanonfartøjer udrustedes. Hesselberg sørgede for alt, han oprettede lazaretter og drog omsorg for de fraværende krigeres familier. Hans forsvarsforanstaltninger blev imidlertid ikke satte på nogen alvorlig prøve, dog leverede roflotillen 18. maj 1808 den engelske fregat Tartar en hæderlig kamp, og englænderne gjorde et par små landgangsforsøg, som i reglen afvistes. Svenskerne derimod gæstede kun Bergen som krigsfanger.
Denne anstrengende virksomhed, under hvilken Hesselberg ikke altid fandt den fornødne støtte hos de civile myndigheder, nedbrød i forening med Bergens «rasende klima» den gamle generals i forvejen skrøbelige helbred. I slutningen af 1808 søgte han derfor sin afsked, og i februar 1809 modtog han den kongelige resolution, der tillod ham at trække sig tilbage fra den aktive tjeneste med generals karakter fra 30. juni 1808. Hesselberg levede kun faa måneder som pensionist; 8. maj 1809 sov han hen.
Hesselberg ægtede 19. september 1781 Magdalene Smith (16. maj 1757 – 25. juli 1815), datter af Gabriel Smith og Petronelle Margrethe f. Høeg.